# Iznogoud l'infâme
Iznogoud l'infâme est le quatrième album de la série de bandes dessinées Iznogoud paru chez l'éditeur Dargaud en 1969. Les textes sont de René Goscinny et les dessins de Jean Tabary.

## Le Dissolvant malfaisant
Iznogoud et son serviteur Dilat Larath s'allient avec un djinn capable de dissoudre tous ceux qui touchent l'eau où il habite. Après avoir récupéré de l'eau dans une bassine, ils prennent le chemin de Bagdad mais une suite d'incidents vont réduire peu à peu la quantité de dissolvant jusqu'à celle d'un dé à coudre.

## L'Invisible menace
Iznogoud rencontre un mage capable de rendre invisible les objets et les personnes. Après avoir vu une démonstration sur Dilat, il apprend la formule magique et décide de l'essayer sur le Calife.

## Le Diamant de malheur
Iznogoud rencontre un mendiant qui offre un diamant maudit qui porte malheur. Après l'avoir vérifié en le donnant à Dilat, il tente de l'offrir au calife.

## La Figurine magique
Lors du passage d'un roi d'Afrique, Iznogoud se lie d'amitié avec le sorcier Bômatou. Ce dernier lui fait une démonstration de vaudou avec une marionnette de cire sur laquelle il suffit d'apposer un cheveu de la victime souhaitée.

## Le Mystérieux Colleur d'Affiches
Iznogoud surprend un colleur d'affiches dont les affiches capturent ceux qui sont poussés dessus. Après avoir vérifié avec Dilat, il tente de pousser le calife dans une affiche pour des vacances à la plage.